# Warren Hughes
Pour les articles homonymes, voir Hughes.
Warren Hughes, né le 19 janvier 1969, est un pilote de course automobile originaire de Newcastle en Angleterre.
En 2010, il est pilote de l'écurie Sumo Power GT pour participer au Championnat du monde FIA GT1 et de l'écurie DAMS pour participer aux Le Mans Series en Formule Le Mans.

## Palmarès automobile
- Vainqueur des 24 Heures du Mans dans la catégorie LMP2 en 2005 avec Mike Newton et Thomas Erdos
- Vainqueur du RAC Tourist Trophy en 2010 avec Jamie Campbell-Walter sur une Nissan GT-R GT1
- Champion de SPEED EuroSeries en 2011[1]

## Résultats aux 24 Heures du Mans
| Année | Équipe                | Voiture                                                     | Équipiers                              | Résultat              |
| ----- | --------------------- | ----------------------------------------------------------- | -------------------------------------- | --------------------- |
| 2001  | MG-Lola EX257         | MG Sport & Racing Ltd.                                      | Anthony Reid / Jonny Kane              | Abd.                  |
| 2002  | MG-Lola EX257         | MG Sport & Racing Ltd.                                      | Anthony Reid / Jonny Kane              | Abd.                  |
| 2005  | MG-Lola EX264         | Ray Mallock Ltd.                                            | Thomas Erdos / Mike Newton             | 20e et vainqueur LMP2 |
| 2006  | Lola B05/40           | Chamberlain Synergy Motorsport ASM Team Racing for Portugal | Miguel Amaral / Miguel Ángel de Castro | Abd.                  |
| 2007  | Lola B05/40           | Quifel ASM Team Racing for Portugal                         | Miguel Amaral / Miguel Ángel de Castro | Abd.                  |
| 2008  | Embassy WF01          | Embassy Racing (en)                                         | Jonny Kane / Joey Foster               | Abd.                  |
| 2010  | Ginetta-Zytek GZ09S/2 | Quifel ASM Team                                             | Miguel Amaral / Olivier Pla            | 20e                   |
| 2011  | Zytek 09SC            | Quifel ASM Team                                             | Miguel Amaral / Olivier Pla            | Abd.                  |
| 2012  | Oreca 03              | Murphy Prototypes                                           | Jody Firth / Brendon Hartley           | Abd.                  |